# Wuzhun Shifan

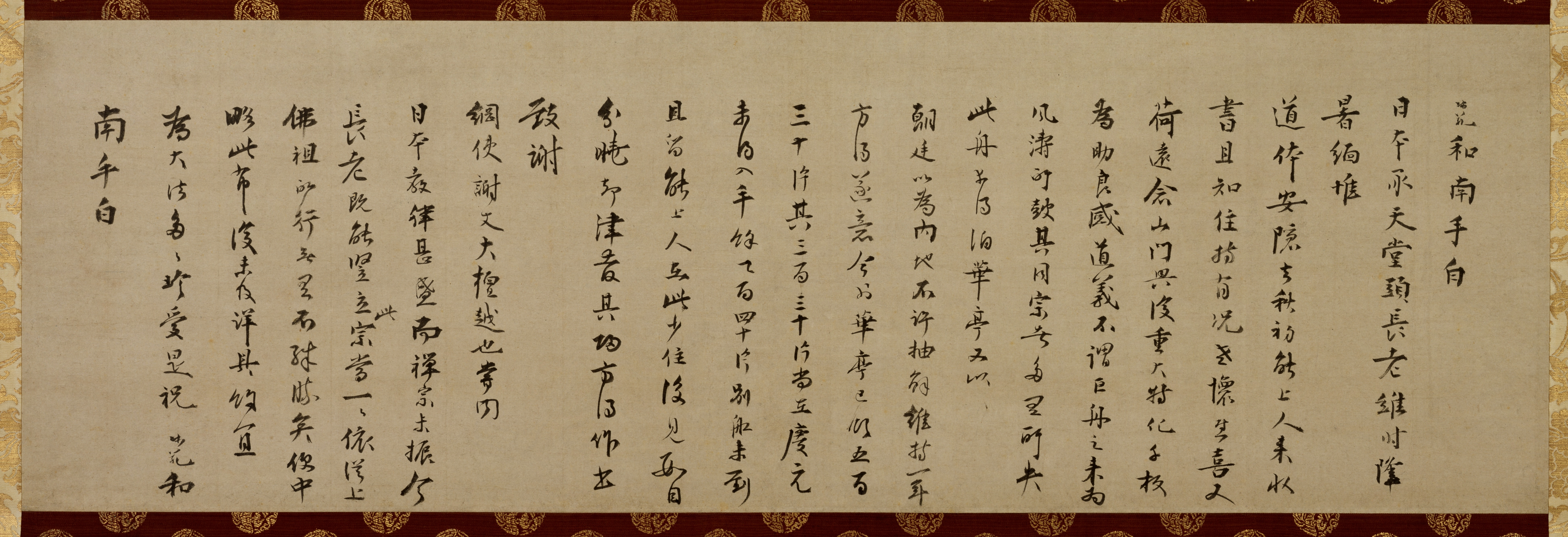
List Wuzhuna do Enni Ben’ena z podziękowaniem za pomoc przy odbudowie klasztoru

Wuzhun Shifan (chiń. 無準師範, pinyin Wúzhǔn Shīfàn; kor. 무준사범 Mujun Sabŏm; jap. Mujun Shiban; wiet. Vô Chuẩn Sư Phạm; ur. 1177, zm. 1249) – chiński mistrz chan z odgałęzienia yangqi szkoły linji, kaligraf i malarz.

## Życiorys
Pochodził z Zitong w prowincji Syczuan. Dość wcześnie rozpoczął praktykować chan i to u znanych mistrzów. Ostatecznie jego nauczycielem został mistrz chan Po’an Zuxian (1136–1211). Wuzhun został jego spadkobiercą.
W 1233 roku Wuzhun został zaproszony na dwór cesarski i spotkał cesarza Lizonga (理宗, pan. 1224-1264), z którym dyskutował o doktrynie chan. Po czym otrzymał od cesarza tytuł Fojian Yuanzhao Chanshi („Mistrz chan Lustra Buddy”) oraz wyszywaną złotem szatę, w którą jest ubrany na słynnym portrecie z 1238.
Wuzhun został opatem klasztoru Wanshou si (lub Wanshou chansi) na górze Jing w prowincji Zhejiang. W klasztorze tym u mistrza Wuzhuna od 1235 do 1241 roku studiował chan Enni Ben’en, który przeniósł nauki mistrza do Japonii oraz jego portret.
W 1242 roku klasztor ten spłonął i Enni Ben’en wysłał z Japonii drewno na jego odbudowę. Świadectwem tego jest list Wuzhuna do Enniego z podziękowaniem.
Uczniowie mistrza, m.in. Wuxue Zuyuan (1226–1286) oraz Wu’an Puning (1197–1276) udali się do Japonii. Do klasztoru Wanshou przebywało później wielu japońskich uczniów, którzy praktykowali albo u Wuzhuna, albo u jego następców.
Mistrz chan Wuzhun Shifan zmarł w 1249 roku.

## Linia przekazu Dharmy zen
(Uwaga: linie przekazu są tu niepewne i są w opracowaniu; problem dotyczy m.in. tego, czy Wuzhun Shifan był uczniem Mi’ana Xianjie [jak chce Miyun Yuanwu ([w:] Jiang Wu Enlightenment in Dispute) czy też Po’ana Zuxiana (jak chce Dumoulin w Zen Buddhism: A History. Japan)]
Pierwsza liczba oznacza liczbę pokoleń mistrzów od 1 Patriarchy indyjskiego Mahakaśjapy.
Druga liczba oznacza liczbę pokoleń od 28/1 Bodhidharmy, 28 Patriarchy Indii i 1 Patriarchy Chin.
Trzecia liczba oznacza początek nowej linii przekazu w danym kraju.
- 49/22. Huqiu Shaolong (1077–1136)
  - 50/23. Ying’an Tanhua (1103–1163)
    - 51/24. Mi’an Xianjie (1118–1186)
      - 52/25. Songyuan Chongyue (1139–1209
        - 53/26. Yun’an Puyan (1156–1226)
          - 54/27. Xutang Zhiyu {1189–1269)
            - 55/28/1. Nampo Jōmyō (1235–1309) Japonia. Szkoła rinzai.

      - 52/25. Po’an Zuxian (1136–1211)
        - 53/26. Wuzhun Shifan (Yuanjiao) (1177–1249)
          - 54/27. Songpo Zongqi (bd)
          - 54/27. Xiyan Lianghui (bd)
          - 54/27. Muqi Fachang (bd) mnich-malarz
          - 54/27. Wuxue Zuyuan (1226–1286) (także Foguang)
            - 55/28/1. Mugai Nyodai (1223–1298) mniszka, pierwsza mistrzyni zen
            - 55/28/1. Kōhō Kennichi (1241–1316) Japonia.
              - 56/29/2. Musō Soseki (1275–1351)
                - 57/30/3. Mukyoku Shigen (1282–1359)
                  - 58/31/4. Donchū Dōhō (1365–1498)

                - 57/30/3. Shun'oku Myōha (1311–1388)
                - 57/30/3. Chūgan Engetsu (1300–1375)
                - 57/30/3. Gidō Shūshin (1325–1388)
                - 57/30/3. Zekkai Chūshin (1336–1405)
                  - 58/31/4. Ishō Tokugan (bd)
                    - 59/32/5. Zuikei Shūhō (1391–1473)
                    - 59/32/5. Kisei Reigen (1403–1488)

            - 55/28/1. Kian Soen (1261–1313)) Japonia.
            - 55/28/1. Muchaku (ur. 1243) Japonia. Mniszka
            - 55/28/1. Hōjō Tokimune (1251–1284) Japonia.
            - 55/28/1. Ichiō Inkō (1210–1281) Japonia

          - 54/27. Wu’an Puning (1197–1276)
            - 55/28/1. Hōjō Tokiyori (1227–1263) Japonia

          - 54/27/1. Enni Ben’en (1201–1280) Japonia (Tōfuku-ji)
            - 55/28/2. Tōzan Tanshō (1231–1291) (Tōfuku-ji)
              - 56/29/3. Kokan Shiren (1278–1346)

            - 55/28/2. Mukan Fumon (Gengo) (1212–1291) (Tōfuku-ji), założyciel Nanzen-ji
            - 55/28/2. Hakuun Egyō (bd) (Tōfuku-ji)
            - 55/28/2. Sansō E’un (1231–1301) (Tōfuku-ji)
            - 55/28/2. Zōsan Junkū (1233–1308) (Tōfuku-ji)
            - 55/28/2. Chigotsu Daie (1229–1312) (Tōfuku-ji)
            - 55/28/2. Jikiō Chikan (1245–1322) (Tōfuku-ji)
            - 55/28/2. Mujū Dōgyō (1226–1313)
            - 55/28/2. Sōhō Sōgen (1262–1335)
            - 55/28/2. Jinshi Eison (1195–1272)

          - 54/27. Wanji Xingmi (bd)
            - 55/28. Yishan Yining (1217–1317)
              - 56/29/1. Kokan Shiren (1278–1346) Japonia
              - 56/29/1. Sesson Yūbai (1290–1346) Japonia

          - 54/27. Xueyan Huilang (Xueyan Zuqin) (bd)
            - 55/28. Guangshan Wuji (bd)
            - 55/28. Gaofeng Yuanmiao (1238–1295)
              - 56/29/1. Zhongfeng Mingben (1263–1323) Japonia
                - 57/29. Tianru Weize (zm. 1354)
                - 57/30/2. Kosen Ingen (1295–1374) Japonia
                - 57/30. Wanfeng Shiwei (1313–1381)
                  - 58/31. Baozang Puchi (bd)
                    - 59/32. Dongming Huichan (1372–1441)
                      - 60/33. Haizhou Ci (być może Puci) (bd)
                        - 61/34. Daofeng Xu’an (bd)
                          - 62/35. Tianqi Benrui (zm. 1503)
                            - 63/36. Wuwen Cong (było ich kilku) (bd)
                              - 64/37. Xiaoyan Debao (1512–1581)
                                - 65/38. Yunqi Zhuhong (1535–1615)
                                - 65/38. Huanyou Zhenchuan (1549–1614)
                                  - 66/39. Miyun Yuanwu (1566–1642)
                                    - 67/40. Hanyue Fazang (1573–1635)
                                      - 68.41. Tanji Hongren (1599–1638)

            - 55/28. Ji’an Zongxin (bd)
              - 56/29. Pingshan Chulin (Qinghui Pingshan) (bd)
                - 57/30. Naong Hyegŭn (1320–1376)Korea. Szkoła imje

              - 56/29. Shiwu Qinggong (1272–1352)
                - 57/30/1. T’aego Poŭ (1301–1382) Korea. Szkoła imje
                - 57/30/1. Paegun Kyŏnghan (1298–1374) Korea

          - 54/27. Duanqiao Miaolun (1201–1261)
            - 55/28. Fangshan Wenbao (zm. 1335)
              - 56/29. Wujian Xiandu (1265–1334)
                - 57/30 Baiyun Zhidu (1304–1370)
                  - 58/31. Guzhuo Changjun (bd)
                    - 59/32. Wuji Mingwu (bd)
                      - 60/33. Yuexi Yaocheng (bd)
                        - 61/34. Yifeng Jingning (zm. 1491)
                          - 62/35. Baofang Zhijin (bd)
                            - 63/36. Yeweng Huixiao (bd)
                              - 64/37. Wuqu Qingkong (1491–1580)
                                - 65/38. Wuhan Jingchong (1540–1611)
                                  - 66/39. Nanming Daoguang (bd)
                                    - 67/40. Yuanhu Deyong (1587–1642)
                                      - 68/41. Gaoan Yuanqing (bd) szkoła gushan
                                        - 69/42. Benzhi Mingjue (bd)
                                          - 70/43. Zibo Zhenke (1543–1603)